# Joaquín Cuadra
Joaquín Cuadra Lacayo (11 de abril de 1951) es un guerrillero, militar y político nicaragüense, que perteneció al Frente Sandinista de Liberación Nacional (FSLN) desde 1972 hasta su retiro de la Comandancia General del Ejército de Nicaragua en 2000. Tras la victoria de la Revolución Sandinista en 1979 fue Jefe del Estado Mayor del Ejército Popular Sandinista (EPS) hasta 1990.

## Vida en la guerrilla
Cuadra se interesó en la política, la teología de la liberación y el marxismo desde que estaba en la secundaria. Cuando estaba estudiando la carrera de derecho en la Universidad Centroamericana (UCA), administrada por los jesuitas, él y otros compañeros fueron impresionados por uno de sus profesores, el padre Uriel Molina Oliú, franciscano quien vivía en la pobreza en el barrio Riguero, unos de los más pobres y tradicionales de la capital Managua. 
En noviembre de 1971 establecieron una comunidad eclesial de base (CEB) en dicho barrio y un año después, en 1972 fue reclutado en el FSLN por Ricardo Morales Avilés y Oscar Turcios, incorporándose a la lucha armada contra la dictadura de Anastasio Somoza Debayle. Morales y Turcios, miembros de la Dirección Nacional del FSLN, serían asesinados en Nandaime el 18 de septiembre de 1974.
Como integrante de un comando sandinista de 13 miembros, participó en la toma de la casa del expresidente del Banco Nacional de Nicaragua (BNN) José María Castillo Quant, durante una fiesta, la noche del 27 de diciembre de 1974. Este comando encabezado por Eduardo Contreras, Germán Pomares y Hugo Torres tomo a varios rehenes entre ellos al Embajador de Nicaragua en Estados Unidos Guillermo Sevilla Sacasa esposo de Lillian Somoza Debayle y cuñado de Somoza Debayle. Se exigió la liberaron a varios presos políticos el 30 de diciembre, entre ellos Daniel Ortega.
Su padre del mismo nombre fue un asesor político del FSLN en el Grupo de los Doce. Apoyó a Edén Pastora en la toma del Palacio Nacional el 22 de agosto de 1978 y coordinó las acciones del Frente Interno durante las insurrecciones de 1978 y 1979, como parte de la Ofensiva Final.
Tras la victoria de la Revolución Sandinista fue fundador del EPS y jefe del Estado Mayor del mismo con el grado de Mayor General, ascendido a General de Ejército asumió el mando máximo del Ejército de Nicaragua en sucesión de Humberto Ortega el 21 de febrero de 1995. 
Tras su retiro del ejército, tras entregarle el mando a Javier Carrión, fundó el Movimiento de Unidad Nacional (MUN) en 2000 lanzando su candidatura a la Presidencia de la República para las elecciones generales en noviembre de 2001. Él criticó la candidatura de Daniel Ortega en las Elecciones generales de Nicaragua de 2006 alegando que el nuevo gobierno se ha caracterizado de imponer sus criterios y de ser intolerante a las críticas.
Durante las Protestas en Nicaragua de 2018 el general retirado cuestionó la decisión del gobierno por enviar a las fuerzas armadas a contrarrestar las manifestaciones.